# Dmytriwka (Ismajil)
Dmytriwka (ukrainisch Дмитрівка; russisch Дмитровка Dmitrowka, rumänisch Dumitrești) ist ein im Budschak gelegenes Dorf in der ukrainischen Oblast Odessa mit etwa 3100 Einwohnern (2001).
Die Ortschaft liegt am Ufer der Drakulja (Дракуля), einem 52 km langen, linken Nebenfluss der Donau 25 km nordöstlich vom ehemaligen Rajonzentrum Kilija und etwa 175 km südwestlich vom Oblastzentrum Odessa. Durch die Ortschaft verläuft die Territorialstraße T–16–30.

## Geschichte
Das Dorf wurde 1821 gegründet und teilt seitdem die Geschichte der im Süden Bessarabiens gelegenen Landschaft Budschak. Diese war seit dem Frieden von Bukarest im Jahr 1812 in Folge des 7. Russisch-Türkischen Krieges Teil des Gouvernement Bessarabien innerhalb des Russischen Kaiserreichs. Nach dem für Russland verlorenen Krimkrieg ging das Gebiet um Cahul, Bolgrad und Ismail, in dem das Dorf liegt, 1856 an das Fürstentum Moldau, um nach dem nächsten Russisch-Osmanischen Krieg 1878 wieder bis 1917 an Russland zu fallen. In den Wirren der Oktoberrevolution verlor Russland Bessarabien, dass sich zur 1917 Demokratischen Moldauischen Republik erklärte und im gleichen Jahr freiwillig an das Königreich Rumänien anschloss. Nach der Besetzung Bessarabiens 1940 durch die Sowjetunion lag das Dorf in der Oblast Akkerman (ab dem 7. August 1940 Oblast Ismajil) in der Ukrainischen SSR. Zu Beginn des Deutsch-Sowjetischen Krieges kam die Ortschaft 1941 erneut an Rumänien. Nachdem die Rote Armee Bessarabien 1944 zurückerobert hatte, lag das Dorf wieder in der ukrainischen Oblast Ismajil, die 1954 in der Oblast Odessa aufging.  Nach dem Zerfall der Sowjetunion wurde Dmytriwka 1991 Teil der unabhängigen Ukraine.

## Verwaltungsgliederung
Am 12. Juni 2020 wurde das Dorf ein Teil der Stadtgemeinde Kilija; bis dahin bildete es die Landratsgemeinde Dmytriwka (Дмитрівська сільська рада/Dmytriwska silska rada) im Norden des Rajons Kilija.
Seit dem 17. Juli 2020 ist es ein Teil des Rajons Ismajil.